# Jonder Martínez
Artikeln följer den spanska namnseden; faderns efternamn är Martínez och moderns efternamn Martínez.
Jonder Martínez Martínez, född den 22 juni 1978 i Mariel, är en kubansk basebollspelare som tog guld för Kuba vid olympiska sommarspelen 2004 i Aten, och som även tog silver vid olympiska sommarspelen 2008 i Peking.
Martínez representerade Kuba i World Baseball Classic 2006, där Kuba kom tvåa. Han spelade tre matcher och hade en earned run average (ERA) på 9,82 och inga strikeouts. Elva år senare var han med igen 2017, då han deltog i två matcher med en ERA på 6,75 och två strikeouts.